# كيلي كلوز
كيلي كلوز (بالإنجليزية: Kelly Close)‏ هي رئيسة مجلس النواب ‏ وكاتِبة أمريكية، ولدت في 28 ديسمبر 1967.